# 锈毛金腰
锈毛金腰（学名：Chrysosplenium davidianum）为虎耳草科金腰属下的一个种。

## 扩展阅读
- 維基物種上的相關：锈毛金腰